# Telipinu (König)
Telipinu war nach Absetzung seines Vorgängers und Schwagers Ḫuzziya I. für etwa 25 Jahre hethitischer Großkönig. Mit ihm ging in unserer Zählung das Alte Reich zu Ende.

## Datierung
| Ultra-kurze Chronologie | Kurze Chronologie | Mittlere Chronologie |
| ----------------------- | ----------------- | -------------------- |
| 1478–1458 v. Chr.       | 1510–1490 v. Chr. | 1574–1554 v. Chr.    |

## Leben
Telipinu war ein Sohn des Großkönigs Ammuna. Dessen Söhne Titti und Ḫantili waren, samt ihren Familien, von einer Adelsclique um den auf ihn folgenden König Ḫuzziya, den Obersten der Leibwache, Zuru, und dessen Sohn Taḫurwaili ermordet worden, worauf Ḫuzziya Labarna wurde. Sein Anspruch auf die Herrschaft beruhte auf der Heirat Telipinus mit seiner Schwester Ištapariya, weshalb dieser zunächst am Leben gelassen werden sollte. Da er aber eine Gefahr darstellte, wurde auch seine Ermordung geplant. Telipinu erfuhr davon, setzte Ḫuzziya ab und erklärte sich zum Großkönig.
Bei seinen Urteilen über die Mörder seiner Familie ließ er Milde walten. Ḫuzziya und seine fünf Brüder wurden verbannt. Es wurde eine Verfügung erlassen, dass ihnen kein Leid geschehen dürfe. Trotzdem brachte ein Mann namens Danuwa sie um. Er wurde, wie auch die Anhänger Ḫuzziyas, der Goldlanzenträger Taḫurwaili und Tarušuḫ, zum Tode verurteilt und später, wie diese auch, begnadigt. In der Folgezeit starben seine Frau und sein Sohn Ammuna (einige Quellen legen die Interpretation nahe, dass sie ebenfalls ermordet wurden). Um die Königssippe vor solchen Taten zu schützen, erließ der König den sogenannten Telipinu-Erlass (siehe unten).
Telipinu eroberte einige Gebiete nördlich von Karkemiš und südwestlich des Maraššanta.

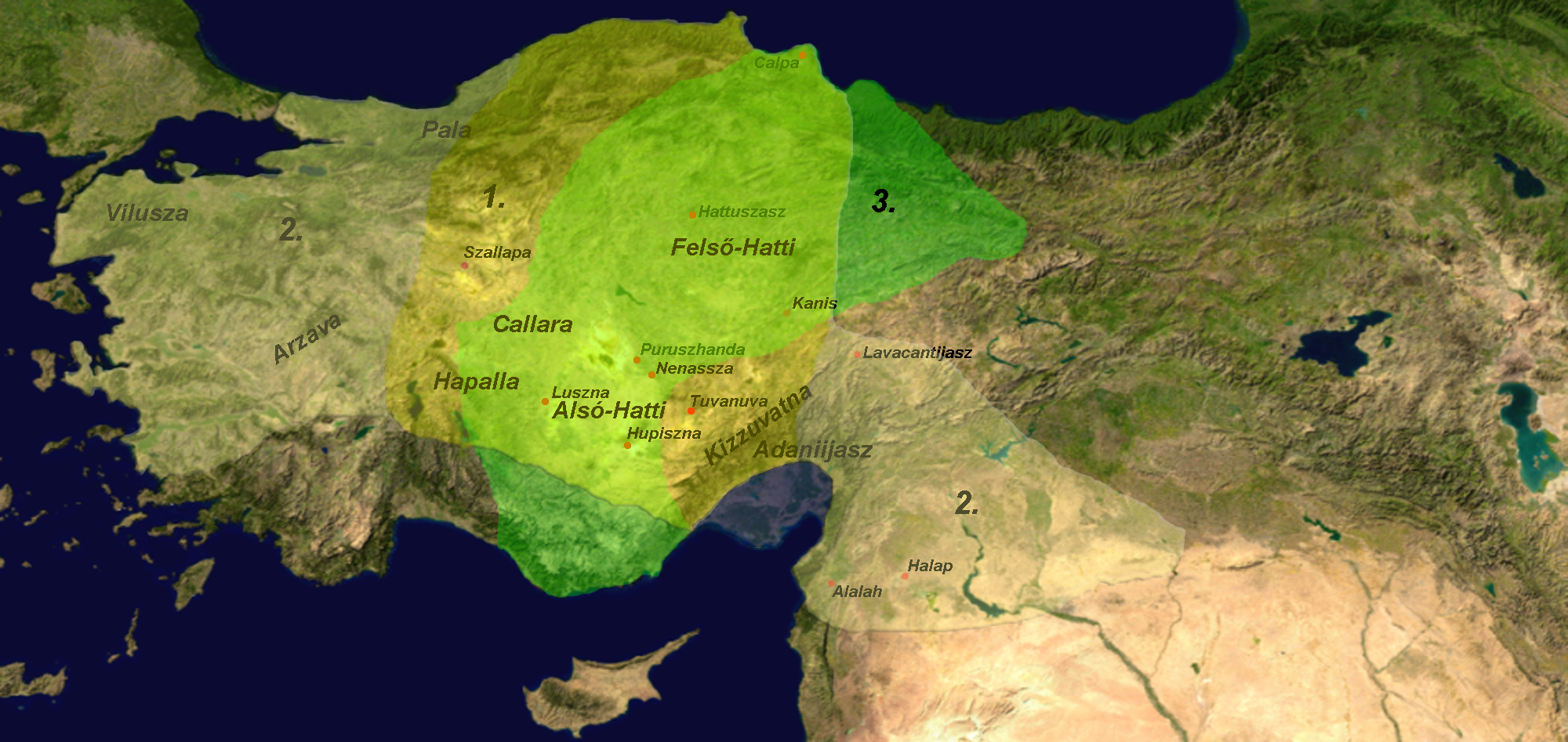
Anatolien während der frühen Hethiter. Legende: 1 = Labarna; 2 = Ḫattušili I.; 3 = Gebiet während der Regierungszeit von Telipinus

Er unternahm auch einen Feldzug in den Norden von Kizzuwatna, das den Weg nach Syrien kontrollierte. Schließlich handelte er mit dessen König Išputaḫšu einen Bündnisvertrag aus, der der älteste bekannte hethitische ist. Von dem Text sind allerdings nur Teile vorhanden. Die Städte Ḫaššuwa, Lawazantiya und Zizzilippa gehörten fortan zur hethitischen Einflusssphäre.
Über Telipinus letzte Jahre herrscht Unklarheit, da Schriftzeugnisse fehlen. Entweder folgte ihm sein Schwiegersohn Alluwamna nach oder ein gewisser Taḫurwaili, der möglicherweise mit erwähntem Goldlanzenträger identisch ist. Dies gilt als die wahrscheinlichere Variante.

## Der Telipinu-Thronfolgeerlass
Von besonderer Bedeutung ist der Telipinu-Erlass, dessen Regelungen nach zahlreichen Morden und Kämpfen um die Thronfolge die Verhältnisse stabilisieren sollten. Der Erlass blieb bis zum Ende des Großreichs in Kraft, wenn es auch weiterhin zu Usurpationen und Morden kam.

„König kann nur ein erstrangiger Königssohn werden. Falls kein erstrangiger Königssohn vorhanden ist, folgt der Nächstrangige. Wenn es keinen Königssohn gibt, soll eine erstrangige Königstochter einen Mann heiraten, der dann zum neuen König ernannt wird. Wer nach mir als König folgt, soll rein dem Land dienen und nicht jemanden von der königlichen Familie töten, denn das ist nicht gut. Wenn aber jemand Böses gegen seine Brüder oder Schwestern plant, um selbst König zu werden, möge die zuständige Ratsversammlung (Panku) darüber entscheiden. Es soll in die Gesetzestafel geschaut werden, dass es eine Bluttat ist, denn früher waren Bluttaten groß im Reich. Den Schuldigen soll man aber nicht heimlich Böses zufügen, sondern öffentlich enthaupten. Seinem Haus aber soll nichts Böses widerfahren. Aus welchem Grund die Königssöhne sterben, hat keine Bedeutung für die zugehörigen Häuser. Wer in meiner Zeit gegen den König frevelt, soll ebenfalls enthauptet werden, nicht aber sein Haus. Jetzt, von diesem Tage an, merkt euch in eurem eigenen Interesse diese Sache. Wer sich dennoch gegen die hier erlassenen Vorschriften wendet, wird vor die Ratsversammlung zu Gericht geführt und von dessen Zähnen erfasst.“

Es bestand also keine Primogenitur. Des Weiteren wurden Sippenhaftung und Blutrache abgeschafft. Der Erlass befasst sich auch mit Wirtschaft und Verwaltung. Zudem ist ihm eine Liste der hethitischen Herrscher vorangestellt, die auch die Umstände der einzelnen Regierungsübernahmen enthält.

## Belege
Belege für das Leben Telipinus sind der Telipinu-Erlass und der Vertrag mit Išputaḫšu von Kizzuwatna. Ebenso datiert ein Annalentext, wie er auch von anderen Hethiterherrschern bekannt ist, in seine Regierungszeit.